# Roca de l'Àliga (Molló)
El Roca de l'Àliga és una muntanya de 1.380 metres que es troba al municipi de Molló, a la comarca catalana del Ripollès.